# Claus Hallingdal Bloch
Claus Hallingdal Bloch, född den 12 mars 1977 i Århus, är en dansk orienterare som tog brons på sprintdistansen vid VM 2006.